# Änderungskategorie
|                                       | Dieser Artikel wurde im Portal Sprache zur Verbesserung eingetragen. Hilf mit, ihn zu bearbeiten, und beteilige dich an der Diskussion! |
| Vorlage:Portalhinweis/Wartung/Sprache | |

Die Änderungskategorien sind vier Kategorien, in die Stilmittel in der antiken Rhetorik üblicherweise eingeteilt werden. Dazu zählen:
1. figurae per adiectionem
2. figurae per detractionem
3. figurae per transmutationem
4. figurae per immutationem

Die Theorie geht bei der Einteilung von einem zugrunde liegenden 'einfachen' oder 'direkten' Ausdruck aus, dem verbum proprium (eigentlichen Wort), das in einer der vier Formen verändert wird.

## Figurae per adiectionem
(durch Zugabe)
Diese Figuren erweitern den sprachlichen Ausdruck oder den Sinn durch Zugabe weiterer Wörter/Zusammenhänge oder Wiederholung desselben Wortes.
In diese Kategorie fallen folgende Stilmittel:
- Adynaton
- Akkumulation
- Anadiplose
- Anapher
- Anthropomorphismus
- Correctio
- Enumeration
- Epanalepse
- Epipher
- Epiphrase
- Epitheton
- Geminatio
- Hendiadyoin
- Interjektion
- Komposita / Kompositum
- Kyklos
- Paraphrase
- Parenthese
- Pleonasmus
- Polyptoton
- Praeteritio
- Redundanz
- Repetitio
- Symploke
- Tautologie
- Verdinglichung
- Vergleich

## Figurae per detractionem
(durch Auslassung)
Diese Stilmittel verkürzen den Begriff, indem sie Satz-, Wortteile oder Sinnzusammenhänge auslassen.
In diese Kategorie fallen folgende Stilmittel:
- Aphärese
- Apokope
- Aposiopese
- Asyndeton
- Brachylogie
- Elision
- Ellipse

## Figurae per transmutationem
(durch Vertauschung)
Diese Figuren verändern die sprachliche, syntaktische, logische oder zeitliche Abfolge des Ausdrucks.
In diese Kategorie fallen folgende Stilmittel:
- Anachronismus
- Anastrophe
- Buchstabendreher
- Chiasmus
- Epanodos
- Hypallage
- Hyperbaton
- Hysteron-Proteron
- Inversion

## Figurae per immutationem
(durch Ersetzung)
Diese Stilmittel ersetzen den sprachlichen Ausdruck durch einen anderen, oft bildhafteren, oder Teile eines Wortes durch andere.
In diese Kategorie fallen folgende Stilmittel:
- Allegorie
- Antiphrasis
- Antonomasie
- Archaismus
- Chiffre
- Contradictio in adjecto
- Euphemismus
- Exemplum
- Hyperbel
- Ironie
- Katachrese
- Litotes
- Metapher
- Metonymie
- Oxymoron
- Pars pro toto
- Periphrase
- Sarkasmus
- Symbol
- Synekdoche
- Totum pro parte
- Untertreibung
- Zynismus